# Monomorium arnoldi
Monomorium arnoldi är en myrart som beskrevs av Auguste-Henri Forel 1913. Monomorium arnoldi ingår i släktet Monomorium och familjen myror. Inga underarter finns listade i Catalogue of Life.